# Ачех-Тамианг
Ачех-Тамианг (индон. Aceh Tamiang) — округ в провинции Ачех. Административный центр — город Каранг Бару.

## Население
Согласно переписи 2008 года, на территории округа проживало 34 146 человек.

## Административное деление
Округ делится на следующие районы:
- Банда-Мулиа
- Бандар-Пусака
- Бендахара
- Каранг-Бару
- Кеджуруан-Муда
- Кота-Куала-Симпанг
- Маньяк-Пайед
- Рантау
- Секрак
- Серувай
- Тамианг-Хулу
- Тенгулун